# Molbo
Molbo – rodzaj półtwardego duńskiego sera stołowego, produkowanego w regionie Mols z niepasteryzowanego krowiego mleka. Zawiera 47% tłuszczu w suchej masie oraz 60% wody (przy minimalnym czasie dojrzewania w masie pozbawionej tłuszczu). Zaliczany jest do serów plasterkowych niderlandzkiego typu z grupy Danbo. Molbo jest serem barwy jasnożółtej z czerwoną otoczką o delikatnym aromacie i lekko kwaskowym posmaku. Z racji podobieństwa wyglądu i smaku do Edammera zwyczajowo nazywany jest duńskim edamem i niekiedy błędnie klasyfikowany jako ser niderlandzki. Produkowany jest w postaci sferycznych bloków o masie 1,5 do 3 kg, które po uformowaniu dojrzewają przez okres 1 do 5 miesięcy. Ser Molbo znajduje się na liście produktów mlecznych o tradycyjnym charakterze, w odniesieniu do których zakładom produkcyjnym mogą być przyznane odstępstwa od wymagań określonych w dyrektywie 92/46/EWG.